# Mama (rzeka)
Mama – rzeka w Rosji, w obwodzie irkuckim; lewy dopływ Witimu. Długość (od źródeł Lewej Mamy) 406 km; powierzchnia dorzecza 18 900 km²; średni roczny przepływ u ujścia 350 m³/s.
Powstaje z połączenia rzek Lewa Mama i Prawa Mama wypływających z Gór Górnoangarskich; płynie w kierunku północno-wschodnim po Wyżynie Północnobajkalskiej; u ujścia leży osiedle Mama. Żeglowna na odcinku 110 km od ujścia.
Zamarza od drugiej połowy października do maja; zasilanie deszczowo-śniegowe.